# Kuiskualinska kiselina
Kuiskualinska kiselina je agonist AMPA receptora i grupe I metabotropskih glutamatnih receptora. Ona uzrokuje ekscitotoksičnost i koristi se u neurologiji za selektivno uništavanje neurona mozga i kičmene moždine.

## Spoljašnje veze
- Kuiskualinska kiselina